# Olenivka, Krînîcikî
Olenivka (în ucraineană Оленівка) este un sat în comuna Cervonîi Promin din raionul Krînîcikî, regiunea Dnipropetrovsk, Ucraina.

## Demografie
Componența lingvistică a localității Olenivka
     Ucraineană (96,89%)
     Rusă (3,11%)
Conform recensământului din 2001, majoritatea populației localității Olenivka era vorbitoare de ucraineană (96,89%), existând în minoritate și vorbitori de rusă (3,11%).